# Trilogia dello Sprawl
La trilogia dello Sprawl, conosciuta in Italia anche con la traduzione trilogia dell'Agglomerato e in inglese anche come trilogia di Neuromancer, Cyberspace o Matrix, è stata creata da William Gibson, scrittore statunitense considerato il padre della fantascienza cyberpunk.

## Caratteristiche
È composta da tre romanzi pubblicati dal 1984 al 1988, che riprendono l'ambientazione e parte dei personaggi apparsi in tre racconti usciti sulla rivista Omni fra il 1981 e il 1983 (poi raccolti nell'antologia La notte che bruciammo Chrome).
Pur non presentando una trama unitaria, lo scrittore dà corpo a diversi personaggi che sono in comune tra i vari episodi, mentre la trilogia è ambientata tutta nel medesimo universo narrativo, un mondo futuribile situato intorno al 2035 nel quale la tecnocrazia ha preso il sopravvento e individui chiamati "cowboy della tastiera" trascorrono buona parte della propria esistenza immersi nella realtà virtuale del cyberspazio, chiamato anche "Matrice". Il potere politico è quasi scomparso, e a controllare la vita della gente sono rimaste soltanto potenti multinazionali tecnologiche e la mafia giapponese, la Yakuza. Lo Sprawl che dà il nome alla trilogia è, nella finzione, un'enorme megalopoli che copre la costa orientale degli Stati Uniti, da Boston a Atlanta, e che serve da ambientazione alle opere.

## Personaggi ricorrenti
Molly MillionSenza dubbio uno dei personaggi più importanti della trilogia, è una ragazza con lenti a specchio saldate nel cranio e impiantate al posto degli occhi, che compare sia nel racconto Johnny Mnemonico, nel quale aiuta l'eponimo protagonista, sia nel romanzo Neuromante, ove svolge il ruolo di compagna d'avventura del cowboy della tastiera Case. Appare poi anche in Monna Lisa Cyberpunk sotto il falso nome di Sally Shears.
Johnny MnemonicoProtagonista dell'omonimo racconto. In Neuromante si apprende che Molly e Johnny hanno avuto una relazione.
Bobby QuineCo-protagonista ne La notte che bruciammo Chrome, viene menzionato anche in Neuromante quale maestro del protagonista Case.
Bobby NewmarkConsiderato un altro "cowboy della tastiera", è il protagonista di Giù nel ciberspazio, nonché uno dei personaggi principali di Monna Lisa Cyberpunk, e in entrambe le occasioni divide la scena con la fidanzata Angie Mitchell.
FinnPersonaggio secondario introdotto ne La notte che bruciammo Chrome, verrà poi approfondito negli altri romanzi della trilogia.

## Aziende e luoghi
- Le multinazionali tecnologiche: fra queste particolarmente ricorrente in tutte le opere che compongono la trilogia è la giapponese Ono-Sendai, produttrice di computer, e la Tessier-Ashpool, situata nella stazione orbitale di Freeside, a Villa Straylight, le cui lotte dinastiche percorrono l'intera trilogia.
- L'aeroporto Narita International: appare sia in New Rose Hotel che in Monna Lisa Cyberpunk.
- Chiba City: la Tokyo del 2020, particolarmente importante nelle vicende della saga, essa, oltre ad essere il luogo di provenienza del sicario che insegue Molly e Johnny in Johnny Mnemonico e la destinazione di Rikki in La notte che bruciammo Chrome, è una delle ambientazioni principali di Neuromante.

### Opere componenti la trilogia
1. Neuromante (1984)
2. Giù nel ciberspazio (1986)
3. Monna Lisa Cyberpunk (1988)

### Racconti precursori della trilogia
1. Johnny Mnemonico (1981)
2. La notte che bruciammo Chrome (1982)
3. New Rose Hotel (1984)

### Edizioni italiane
- Neuromante (2003), Mondadori (ISBN 978-88-04-51644-6)
- Giù nel ciberspazio (1992), Mondadori
- Monna Lisa Cyberpunk (1991), Mondadori)
- Trilogia dello Sprawl: Neuromante - Giù nel cyberspazio - Monna Lisa cyberpunk (2017), Mondadori (ISBN 9788804676836)